# ペッレグリーノ・パルメンセ
ペッレグリーノ・パルメンセ（伊: Pellegrino Parmense）は、イタリア共和国エミリア＝ロマーニャ州パルマ県にある、人口約1,000人の基礎自治体（コムーネ）。

## 地理

### 位置・広がり

#### 隣接コムーネ
隣接するコムーネは以下の通り。括弧内のPCはピアチェンツァ県所属を示す。
- ボーレ
- メデザーノ
- サルソマッジョーレ・テルメ
- ヴァラーノ・デ・メレガーリ
- ヴェルナスカ (PC)

### 気候分類・地震分類
ペッレグリーノ・パルメンセにおけるイタリアの気候分類 (it) および度日は、zona E, 2982 GGである。
また、イタリアの地震リスク階級 (it) では、zona 3 (sismicità bassa) に分類される。

## 行政

### 分離集落
ペッレグリーノ・パルメンセには以下の分離集落（フラツィオーネ）がある。
- Aione di Sopra, Aione Sotto, Berzieri, Besozzola, Careno, Casalicchio, Casalino, Casa Veronica, Castellaro, Cavallo, Ceriato, Grotta, Iggio, Mariano, Marubbi, Montanari, Pietra Nera, Pietraspaccata, Rigollo, Sant'Antonio, Santini, Stuzzano, Varone, Vigoleni, Volpi

## 文化・観光
「スローシティ」加盟都市である。